# Automatic (Prince)
Automatic è un singolo del cantautore statunitense Prince, pubblicato nel 1983 in Australia ed estratto dall'album 1999.

## Tracce
- 7"

1. Automatic
2. Something in the Water (Does Not Compute)